# Louis Smullin
Louis Dijour Smullin (* 5. Februar 1916 in Detroit; † 4. Juni 2009 in Newton (Massachusetts)) war ein US-amerikanischer Elektrotechniker.

## Familie
Seine Eltern waren der aus Detroit stammende Isaac M. Smullin (15. Mai 1887 – 12. Dezember 1965) und Ida May (* 11. Juni 1887 in Russland). Sein Vater war Anwalt der kommunistischen International Labor Defense, engagierte sich um 1938 in Detroit mit Th. L. Poindexter in der Roumanian Workers Educational Association of America und begründete das spätere Worker's Camp. 1957 wurden die Eltern vom Unterausschuss wegen Soviet Activity in den Vereinigten Staaten angehört.

## Leben
„Lou“ besuchte zwei Jahre die örtliche Wayne University und wechselte dann zur University of Michigan in Ann Arbor, wo er 1936 den BSE in Elektrotechnik erhielt. Nach zwei Jahren Arbeit in der Industrie schrieb er sich am Massachusetts Institute of Technology ein und erwarb 1939 den Scientiæ Magister mit der Arbeit The Acceleration and Focusing of Electrons in Multi-Stage Tubes bei John G. Trump. Im Juni heiratete er Ruth Frankel († 2011).
1936 hatte er für einige Monate als Zeichner für die Swift Electric Welder Company gearbeitet. Bei der Ohio Brass company in Barberton führte er zwei Jahre Hochspannungstests an TML-Isolatoren durch. Er betrieb eine Teststation zu Radio-Interferenzen und beanspruchte Trafo-Isolatoren mit 150 kV. Nach dem MIT ging er zur Farnsworth Television and Radio Corporation in Fort Wayne, südlich der Großen Seen. Hier entwarf und testete er Photomultiplier-Röhren. Nach Kriegsausbruch und Restriktionen wechselte er 1940 zur Scintilla Magneto Division der Bendix Aviation in Sidney (New York), wo Elektrostarter für Flugzeuge gebaut wurden, und Smullin Testinstrumente für Zündsysteme entwarf. Bald wurde Susan, als erst von vier Kindern geboren. 
Im Krieg berief ihn Trump 1941 ans MIT Radiation Laboratory (Rad Lab), wo Smullin Leiter des Radiation Laboratory TR und der Duplexer-Fachgruppe wurde. Die Gruppe entwickelte Methoden zum Test von Sende-Empfangs-Mikrowellenröhren für über 3 GHz und ersann die meisten Radar-Duplexer bis Kriegsende. Danach war er kurzzeitig am Federal Telecommunications Laboratory. 
1947 kehrte er ans Institut zurück um das Microwave Tube Laboratory des Forschungslabors für Elektronik zu organisieren und zu führen. Er half, das Lincoln Laboratory in Lexington zu planen und einzurichten, gegen das sich MIT-Präsident J. R. Killian 1951 noch gesträubt hatte. 1952 wurde er Leiter der Radar- und Waffenabteilung beim Lincoln Lab. 1955 kehrte er als Associate Professor für Elektrotechnik an den Campus von Cambridge zurück und wurde 1960 zum Professor ernannt. 1959 war der Plasmaphysiker Abraham Bers sein Doktorand. Smullin wurde der Leiter der Active Plasma Systems Group des Forschungslabors für Elektronik. Nach Erfindung des Rubinlasers übermittelte er an den Abenden des 9.–11. Mai 1962 zusammen mit dem Atmosphären-Physiker Giorgio Fiocco, beim Experiment Projekt Luna See, erstmals Laserpulse zum Mond, wobei sie ihre Rückkehr entdeckten und den Mondabstand bestimmen konnten. Fiocco entwickelte es zu Lidar weiter.
Von 1966 bis Februar 1974 war er Leiter der Elektrotechnik-Abteilung. Eine seiner Erfindungen ermöglichte die Untersuchung geregelter thermonuklearer Fusionen. 1972 holte er Bob Fano und Millie Dresselhaus, die vier kleine Kinder zu versorgen hatte, als Associate Department Heads hinzu. Als zweite Frau folgte Barbara Liskov. Erich P. Ippen hatte zum Einstand den Tag der Offenen Tür zu organisieren. 1968 wurde er zum Fellow der American Physical Society ernannt.
Nach 1974 konzentrierte er sich wieder auf Unterricht und half bis in die 1980er Jahre beim Aufbau des MIT Electrical Engineering and Computer Science Department (EECS). Derweil war sein Sohn David nach seinem Master in Biologie nach Alaska gegangen, wo er prompt von einer Eskimofamilie adoptiert wurde.
Im Interview mit R. R. Romanowski am 15. Mai 1982 erklärte er: „This was the last war probably, for which there was genuine enthusiasm, if that's the right word.  It was clear who the villain was. It was clearly a war that had to be won. . . . And we were young.“ 

Nach seiner Emeritierung im Jahr 1986 radelte er noch täglich ins Institut, um seine Arbeit an der kalten Fusionsforschung fortzusetzen, bis er 2001 einen Schlaganfall erlitt. Er verstarb acht Jahre später im Pflegeheim Lasell House in Newton.

## Mitgliedschaften
- American Physical Society
- American Society of Arts and Sciences
- National Academy of Engineering
- Eta Kappa Nu
- Sigma Xi

## Veröffentlichungen
- mit Hermann A. Haus: Noise in Electron Devices
- Microwave Duplexers